# Sơn Thịnh (xã)
Sơn Thịnh là một xã thuộc huyện Hiệp Hòa, tỉnh Bắc Giang, Việt Nam.

## Địa lý
Xã Sơn Thịnh có diện tích tự nhiên là 13,02 km2 và quy mô dân số năm 2025 là 17.834 người, giáp các xã Hợp Thịnh, Hùng Thái tỉnh Bắc Giang và một phần giáp tỉnh Thái Nguyên;

## Lịch sử
Ngày 28 tháng 9 năm 2024, Ủy ban Thường vụ Quốc hội ban hành Nghị quyết số 1191/NQ-UBTVQH15 về việc sắp xếp đơn vị hành chính cấp huyện, cấp xã của tỉnh Bắc Giang giai đoạn 2023 – 2025 (nghị quyết có hiệu lực từ ngày 1 tháng 1 năm 2025). Theo đó, thành lập xã Sơn Thịnh trên cơ sở toàn bộ 5,07 km² diện tích tự nhiên, quy mô dân số là 5.870 người của xã Quang Minh; toàn bộ 4,95 km² diện tích tự nhiên, quy mô dân số là 7.017 người của xã Hòa Sơn và toàn bộ 3,00 km² diện tích tự nhiên, quy mô dân số là 4.947 người của xã Đại Thành.